# モン族 (Mon)
モン族（モンぞく、Mon）は、東南アジアに住む民族の一つ。古くから東南アジアに居住しており、ハリプンチャイ王国を建てたことで有名で、後にミャンマーのペグーに移り住んだのでペグー人（Peguan）とも言う。ラーマン（Raman）あるいはムン ビルマ語: မွန် [mʊ̃̀]）と呼ばれることもある。その後一部が中国の雲南から南下してきたタイ族やビルマ族などと混血した。歴史的にはビルマ語でタライン（Talaing; တလိုင်း IPA: [təlã́ĩ] とも呼ばれていたが、これは一般的に蔑称とされ、現代において史書を復刻する際は元々「タライン」とされていた箇所であっても「ムン」に改変してしまうという慣習が存在する。
浅黒い肌に大きな目、巻き舌音の多い言語、高床住居、焼畑耕作、水牛供犠、精霊信仰、魔術、壺酒、精緻な竹藤細工、狩猟・罠、腰機織り、ゴング音楽などが、ラオス国内のモン・クメール民族に共通している。
なお、中国国内に多く住むミャオ族（苗族）の支系で、自称をモン (Hmong) という民族集団とは全く別であり、混同に注意。こちらについてはモン族 (Hmong)またはミャオ族を参照のこと。

## 歴史
紀元前1500年頃には東南アジアに到達していたとされ、現在の東南アジアの少数民族としてはネグリト（オーストラロイド）のマニ族などに次いで古い民族と考えられている。

### スワンナプーム王国
伝説では、紀元前300年ごろ現在のスパンブリー県周辺にスワンナプーム王国を建国し、紀元前200年ごろにはアショーカ王の遣わした伝道者により上座部仏教を信仰し始めた。しかし、モン族はそれ以前から海路による仏教との接触があったと主張する。4世紀ごろワット・プラパトムチェーディーが建設された。6世紀ごろから11世紀ごろまで東南アジアで繁栄したスワンナプーム王国は、モン文字などを開発し先住の文明民族として東南アジアに君臨した。古代モン語を話していたことが確実視されているが、モン族であったかどうかは確定していない。

### ドヴァーラヴァティー王国
ドヴァーラヴァティー王国（6世紀 - 11世紀）。

### ハリプンチャイ王国
661年または750年頃、モン族は現在のタイ王国・ランプーンにハリプンチャイ王国（661年 - 1281年）を建てているが、伝説ではコレラが流行し、ランプーンの都をすてて南下した。

### タトン王国
南下したモン族は、タトンにタトン王国（9世紀 - 1057年）を建てた。

### ペグー王朝
- 1287年、モン族はペグーにペグー王朝（1287年 - 1539年）を建てた。

### 再興ペグー王朝
- 17世紀には再興ペグー王朝（英語版）（1740年 - 1757年）を建てた。
- 1000年頃以来、雲南から新参のビルマ人・タイ人が流入したことによりペグー王朝は徐々に力を失い、1757年に遂に再興ペグー王朝は倒れた。

### タイとミャンマーの国境地域
その後大半のモン族は南下を続け、現在の居住地域であるタイとミャンマーの国境地域に到る。
- ミャンマーに於いては、植民地時代、コンバウン朝に反抗するため支配者側であるイギリスを支援した。
- 第二次世界大戦後イギリスがミャンマー周辺地域の植民地から手を引くと、モン族独自の王国を復古させようとする傾向が現れている。ミャンマーの軍事政権はこれを認めず、モン族はミャンマー連邦の構成民族の1つであるとして、連邦内の他の民族の復国運動同様に取り締まりを行っている。カレン族その他の民族と連携して独立闘争を行うも、現在は運動は沈静化している状況にある。なお、この間もモン族のタイ国境地域への南下は続いており、特に軍事政権初期にミャンマー国内が内乱状態に陥った際、タイ北部に逃れたカレン族やシャン族同様、数多くの難民がタイ側へ脱出している。そのため、国境を挟んで生活しているが親戚関係にあるという例は、モン族その他の民族に多く見られる。
- タイでは、同じ上座部仏教を信仰する平地民族であることから同化する傾向が激しく、タイ王国ではほとんどのモン族が同化した。上述のようなミャンマー難民であるモン族に対しては、タイ政府は比較的寛容である。冷戦期の東南アジアにおいて西側に属することを一貫して固持したタイ政府は、周辺諸国が共産主義化や鎖国化を進めるなかで、難民を多く受け入れている。内情をよく知る難民から情報を得るとともに、当時タイ政府も未知であったタイ辺境地域の防衛に当たらせることが目的であったといわれている。
- 1947年に、伝説によりモン族の建国記念日が作られた。モン太陰暦の11月の満月である。ただしこの建国記念日はタイ王国・サムットプラーカーン県のプラプラデーンのモン族の間では祝われない。

## 言語
モン語はいわゆるオーストロアジア語族モン・クメール語派に属し、モン文字はブラーフミー文字系の独自の文字である。モン文字はクメール文字と並んでマレー半島や島嶼部を除く東南アジアの文字の形成に大きな役割を果たし、ビルマ文字、ラーンナー文字などの元になった。ラーンナー文字はシャン族のタイ・ルー族に現在も使用されている。